# Sraten (Cluring)
Sraten is een bestuurslaag in het regentschap Banyuwangi van de provincie Oost-Java, Indonesië. Sraten telt 7183 inwoners (volkstelling 2010).